# Klon Lobela
Klon Lobela (Acer lobelii Ten.) – gatunek drzewa z rodziny mydleńcowatych (Sapindaceae) lub podgatunek klonu kolchidzkiego (Acer cappadocicum). Występuje naturalnie na stokach górskich w południowo-zachodnich Włoszech i na Sycylii. Jest endemitem. W Polsce zasadniczo nie jest uprawiany, gdyż jest wrażliwy na mrozy.

## Morfologia
PędKora jest jasnoszara, gładka i płytko spękana.
LiścieLiście są dłoniasto klapowane, zwykle 5 klapowe. Mają długość do 16 cm. Są całobrzegie. W kątach nerwów znajdują się kępki włosków. Ogonki zawierają sok mleczny.
KwiatyKwiaty są małe, podobne jak przy klonie pospolitym.
OwoceOrzeszki z szeroko rozchylonymi skrzydełkami. W czasie owocowania szypuły owoców są wzniesione.